# خاندان کمنن

نشان منسوب به خاندان کمنن حاکم بر ترابوزان

کُمنِن (به فرانسوی: Comnène)، کمننوس یا کومننوس (به یونانی: Κομνηνός) نام خاندانی از فرمانروایان امپراتوری روم شرقی بود.

## پیشینه
قدیمی‌ترین عضو شناخته‌شدهٔ این خاندان مانوئل اروتیکوس کمننوس بود که به عنوان فرماندهی نظامی زیر فرمان امپراتور باسیل دوم (۹۶۰-۱۰۲۵ میلادی) خدمت می‌کرد. او از اهالی تراکیه بود و تباری ولاک داشت. او از خانواده‌ای به نام اروتیکوس بود که نام خاندان خود را به کمننوس برگرداند. گویا او این نام را از نام شهری به نام کمنه در نزدیکی پلوودیو در تراکیه گرفته‌اند. وفاداری و لیاقت این مانوئل سبب‌شد تا باسیل دوم زمین‌ها را در نزدیکی قسطمونی بدو ببخشد. 
نخستین امپراتور بیزانس از خاندان کمنن، ایزاک یکم پسر مانوئل اروتیکوس کمننوس بود. او نخست در خدمت میخائیل ششم بود، ولی سپس توانست در ۱۵۰۷ میلادی در کودتایی خود جانشین میخائیل شود. اگرچه او مصدر اصلاحات سودمندی بود، ولی با فشار بزرگان، تنها دو سال بر اریکهٔ قدرت بود و ناچار به کناره‌گیری شد. در ۱۰۸۱ میلادی، آلکسیوس یکم -برادرزادهٔ ایزاک و نوهٔ مانوئل- توانست دوباره خاندان کمنن را به امپراتوری برساند. آلکسیوس یکم کامیابی‌ها بسیاری در امر فرمانروایی به دست آورد. او توانست بخش‌هایی از آناتولی را از دست سلجوقیان بازپس‌گیرد. همچنان نخستین جنگ صلیبی را از سر بگذراند. آلکسیوس در تشکیل یک دولت صلیبی در شرق یاری‌رساند. او ۳۷ سال فرمان‌راند و پس از او پسرش ژان دوم به امپراتوری رسید. آنا کومننه خواهر ژان دوم بود که به دلیل وقایع‌نگاری بیزانس نامور شده‌است. پس از ژان، پسرش مانوئل یکم نیز ۳۷ سال فرمان‌روایی نمود. 
پس از مانوئل یکم، به تدریج خاندان کمنن دچار درگیری‌ها داخلی و توطئه‌های فراوان شد و اندک‌اندک رو به زوال می‌رفت. آلکسیوس دوم تنها سه سال امپراتور بود. آندرونیکوس یکم که آلکسیوس دوم را از میان برداشته بود خود تنا دو سال فرمان‌راند. او واپسین کس از خاندان منن بود که به امپراتوری بیزانس می‌رسید.
در ۱۲۰۴ میلادی و پیش از سقوط شهر قسطنطنیه به دست ارتش صلیبی، شاخه‌ای از این خاندان از شهر گیرختند و خود را به کرانه‌های دریای سیاه در پافلاگونیا ؛خاستگاه اصلی خاندان؛ رساندند. آنان در آنجا تشکیل امپراتوری ترابوزان را دادند. آلکسیوس یکم نخستین امپراتور ترابوزان نوهٔ آندرونیکوس یکم بود. این امپراتوری ۲۵۰ سال پایدار ماند. واپسین امپراتور آن داوید مگاس کمننوس بود که در ۱۴۶۱ میلادی از محمد دوم سلطان عثمانی شکست خورد و به دست وی کشته‌شد. 
در ۱۲۰۴ میلادی، یکی از اعضای خاندان کمنن به نام میخائیل یکم شاهزاده‌نشین اپیروس را بنیادنهاد و خود و خاندانش چندی بر آن سرزمین فرمان راندند.
در ۱۱۸۴ میلادی، یکی از اعضای خاندان به نام ایزاک کمننوس در قبرس اعلام امپراتوری نمود؛ ولی در جریان جنگ سوم صلیبی ۱۱۹۱ میلادی مغلوب ریچارد یکم گردید. 